# Универсалии
Универсалии (на латински: universalis – всеобщ) е термин в средновековната философска схоластика за обозначение на общите понятия, които са дискутирани в т.нар. спор за универсалиите. Общите понятия за нещата са реални, ако съществуват независимо и отделно от самите неща (реализъм). Номинални са тогава, когато тяхната реалност е само в езика като думи (номинализъм) и са концептуални, ако присъстват единствено в ума като концепти (концептуализъм). Спорът за универсалиите бележи развитието на философията, особено през Средновековието, и е част от цялостната философска проблематика и до днес.